# .gitignore
.gitignore — текстовый файл, который используется в системе контроля версий Git для определения игнорируемых файлов и каталогов. Этот инструмент позволяет исключить определённые элементы из отслеживания Git’ом, что является важным для эффективной работы с проектами, в которых присутствует множество временных, производных или приватных файлов.

## Структура
Файл .gitignore состоит из набора шаблонов, каждый из которых определяет правила игнорирования для конкретных файлов или каталогов. Эти шаблоны могут также включать исключения, отменяющие игнорирование файлов или каталогов, указанных ранее. Расположение файла .gitignore может быть как в корневом каталоге репозитория Git, так и в любом другом подкаталоге проекта.

## Синтаксис
Шаблоны в .gitignore используют специальные символы для задания правил сопоставления файлов. Дополнительно, файл поддерживает комментарии, начинающиеся с символа решетки (#) в начале строки.

## Пример использования
В файле .gitignore могут быть указаны шаблоны для игнорирования временных файлов, файлов компиляции, логов и прочих элементов, которые не должны включаться в репозиторий Git. Например:
```
# Игнорировать временные файлы

*.tmp

# Игнорировать файлы компиляции

*.o
*.out

# Игнорировать логи

*.log

```